# Musée Bauhaus de Weimar
Le musée Bauhaus est un musée consacré au courant architectural Bauhaus, mais également à l'art à Weimar. Il est situé à Weimar en Allemagne. Il a ouvert en 1995. Il prend place dans un nouveau bâtiment en 2019, ayant fait l'objet d'un concours architectural international en 2012. Il est géré par la Klassik Stiftung Weimar.